# I cretesi
I cretesi (Κρῆτες) è una tragedia perduta di Euripide, composta nel 435 a.C. Ne restano una decina di frammenti, tra i quali uno di circa quaranta versi.

## Trama
Come in molti casi, nonostante alcuni dubbi, i frammenti della tragedia si possono ricollocare agevolmente grazie alla testimonianza di Igino, che affermaː
(trad. A. D'Andria)
Dopo un prologo divino (forse recitato sia da Poseidone che da Afrodite, irati rispettivamente contro Minosse e Pasifae), Minosse scopre dalla Nutrice che sua moglie ha partorito un mostruoso neonato con la testa di toro. Manda, quindi, a chiamare un coro di suoi fedeli sacerdoti, che informa sull'accaduto e a cui chiede il da farsi.
Accusata pubblicamente dal marito, Pasifae risponde precisamente ad ogni accusa, ma, insensibile ai ripetuti ammonimenti del coro, Minosse decide che Pasifae e la Nutrice siano rinchiuse in un oscuro carcere e messe a morte senza indugio. 
Forse, dopo un colloquio nel quale Minosse rimproverava a Dedalo di aver messo la sua arte a servizio dell’insana passione di Pasifae, padre e figlio, rinchiusi nel Labirinto (ma evidentemente non sorvegliati), progettavano la fuga, ne preparavano i mezzi e la mettevano in atto nonostante le prudenti obiezioni di Icaro.